# Thierry Magnin
Thierry Magnin, né le 10 mars 1953 au Mali, est un prêtre catholique et physicien français. Porte-parole de la Conférence des évêques de France depuis le 1er juillet 2019, il a été recteur de l'université catholique de Lyon (UCLy) du 1er septembre 2011 au 30 juin 2019.

## Biographie
À la fois docteur en sciences physiques et docteur en théologie, Thierry Magnin a un parcours original.
Ayant exercé comme enseignant-chercheur en physique à l'École nationale supérieure des mines de Saint-Étienne, puis à l'université de Lille, il a été pensionnaire au séminaire universitaire Saint-Irénée (qui n'existe plus aujourd'hui) à l'université catholique de Lyon. Sa thèse doctorale portait sur la relation entre la science et la foi.
Ordonné prêtre en 1985, il exerce le ministère de vicaire général du diocèse de Saint-Étienne de 2002 à 2010. Par la suite nommé vice-recteur de l'Institut catholique de Toulouse, il a été élu et réélu recteur de l'université catholique de Lyon, fonction qu'il a exercée de septembre 2011 à juin 2019.
Ingénieur ECAM et Docteur d’Etat es sciences physiques, il fut notamment lauréat du Grand prix de l'Académie des Sciences en 1991 pour ses travaux sur la fatigue des métaux et a été élu en décembre 2013 membre de l’Académie des Technologies, émanation de l’Académie des sciences, composée de plus de deux-cents scientifiques de renom.
De par sa double formation, scientifique et théologique, il porte sur le transhumanisme un regard singulier. Commentant son dernier livre, Catherine Henne, journaliste au Monde, écrit : « Thierry Magnin s’inquiète de ce courant qui “nie l’humain” en cherchant à éradiquer toute marque de contingence. Loin d’être technophobe, il salue les récents progrès en génie génétique destinés à traiter des maladies comme le cancer. Mais lorsque ces techniques visent à programmer et améliorer les capacités – notamment héréditaires – de personnes en parfaite santé, l’enjeu est tout autre. L’homme peut-il devenir le “designer de sa propre évolution” ? ».
Le 11 mai 2020, le père Thierry Magnin annonce qu’il a décidé de remettre sa charge de porte parole de la Conférence des évêques de France à la fin de l’été 2020, soit deux ans avant l’échéance prévue.
Depuis le 1er septembre 2020, il est Président Recteur délégué de l'Université catholique de Lille, chargé particulièrement des humanités. En parallèle, le diocèse de Lille lui confie la mission de prêtre au service de la paroisse Notre-Dame du Fief en Flandres (Bailleul-Steenwerck).

## Parcours
- 1975-2001 : enseignant-chercheur en sciences physiques, à l'École nationale supérieure des mines de Saint-Étienne (1975-1988 & 1994-2001) et à l'université Lille 1 (1988-1994).
- 2002 à 2010 : vicaire général du diocèse de Saint-Étienne.
- 2009-2011 : professeur de théologie et d'éthique des sciences et techniques ; directeur de l'école supérieure d'éthique des sciences de l'ICT et du laboratoire IRIS (Institut de recherche interdisciplinaire sur les sciences) ; chargé de cours en bio-éthique et éthique des sciences et techniques à l'université Toulouse-III-Paul-Sabatier et à l'Institut supérieur de l'aéronautique et de l'espace (ISAE).
- 2010-2011 : vice-recteur de l'Institut catholique de Toulouse (ICT).
- Depuis septembre 2011 : recteur de l'Université catholique de Lyon, où il succède à Michel Quesnel.
- Depuis mai 2013 : président de la FUCE, Fédération des universités catholiques européennes [10].
- Depuis juillet 2015 : vice-président de la FIUC, Fédération internationale des universités catholiques.
- juillet 2019- août 2020 : Secrétaire général et porte-parole de la Conférence des évêques de France en remplacement de Mgr Olivier Ribadeau Dumas[3].
- Depuis le 1er septembre 2020 : Président Recteur délégué aux Humanités de l'Université Catholique de Lille

## Diplômes
- Ingénieur de l'École catholique d'arts et métiers (ECAM) à Lyon, 1975.
- Docteur d'État es sciences physiques (1980, ENS Mines de Saint-Étienne & INP de Grenoble), Professeur des universités (sciences physiques) depuis 1988, HDR.
- Docteur en théologie de l'université catholique de Lille, 1997.

## Distinctions
- Grand prix de l'Académie des sciences en 1991
- Membre du comité national du CNRS de 1995 à 2000
- Membre de l'Académie des technologies

## Recherche et bibliographie
- Recherche CNRS / Sciences physiques : directeur du département « Métallurgie physique et Interfaces », Lille, puis directeur scientifique du Centre « Science des matériaux et des structures » (110 personnes) de l'École nationale supérieure des mines de Saint-Étienne.

Auteur de plus de 200 publications scientifiques dans des revues internationales et plus de 200 conférences ; auteur de 4 ouvrages scientifiques et organisateur de nombreux colloques et rencontres internationales. Conduite de contrats de recherche avec des universités et des centres de recherche industrielle (Usinor, Péchiney, EDF, Framatome, CEA, Institut français du pétrole, Michelin...).
- Recherche « science & théologie » : conférences sur sciences et foi, sciences-éthique et foi : Auteur de 6 livres et 2 films sur ces sujets et de 60 publications. Membre du réseau Blaise Pascal, du comité scientifique des revues Connaître et Intersection. Membre du groupe de recherche de l'UNESCO Sciences et religions.

### Principaux ouvrages
- Paraboles scientifiques, Nouvelle Cité, 2000.
- Devenir soi à la lumière de la science et de la bible, Presses de la Renaissance, 2004.
- Rencontres d'infini : prières d'un prêtre scientifique, Aubin, 2007.
- L'univers a-t-il un sens ?, avec Jean Audouze, Controverses/Salvator, 2010.
- Écologie et économie en crise : qu'en disent les religions ? avec l'équipe de l'Institut catholique de Toulouse (ISTR), L'Harmattan, 2011.
- Le scientifique et le théologien en quête d'Origine, Desclée de Brouwer, 2015.
- Penser l’humain au temps de l’homme augmenté, Albin Michel, 2017.